# Мюррей Костелло
Мюррей Костелло (англ. Murray Costello, 24 лютого 1934, Тіммінс — 27 липня 2024) — канадський хокеїст, що грав на позиції центрального нападника.
Його рідний брат Лес Костелло певний час також був хокеїстом.

## Життєпис
Професійну хокейну кар'єру розпочав 1951 року.
Протягом професійної клубної ігрової кар'єри, що тривала 10 років, захищав кольори команд «Бостон Брюїнс» та «Детройт Ред-Вінгс». У НХЛ провів 162 матчі, набрав 32 очка (13+19).
Отримав диплом юриста. 
Після завершення кар'єри гравця працював на різних посадах в клубі «Сієтл Тотемс», згодом був запрошений на керівні посади до ВХА.
У 1979 очолив Канадську аматорську асоціації з хокею і займав цю посаду до 1998 року. Саме завдяки йому об'єднався під загальним керівним органом аматорський хокей. Почав розвиватись жіночий хокей, створена національна жіноча збірна Канади. 
До 2012 року був аудитором Міжнародної федерації хокею.
11 квітня 2013 обраний до Зали спортивної слави Канади.